# 西街街道 (大同市)
西街街道，是中华人民共和国山西省大同市平城区下辖的一个乡镇级行政单位。2021年3月，设立古城街道。原西街街道的帅府、朝阳寺、宁馨3个社区居委会为古城街道的行政区域。

## 行政区划
西街街道下辖以下地区：
帅府街社区、雁同西路南社区、朝阳寺社区、大十字街社区和宁馨社区。